# Maria Beatrice d'Este

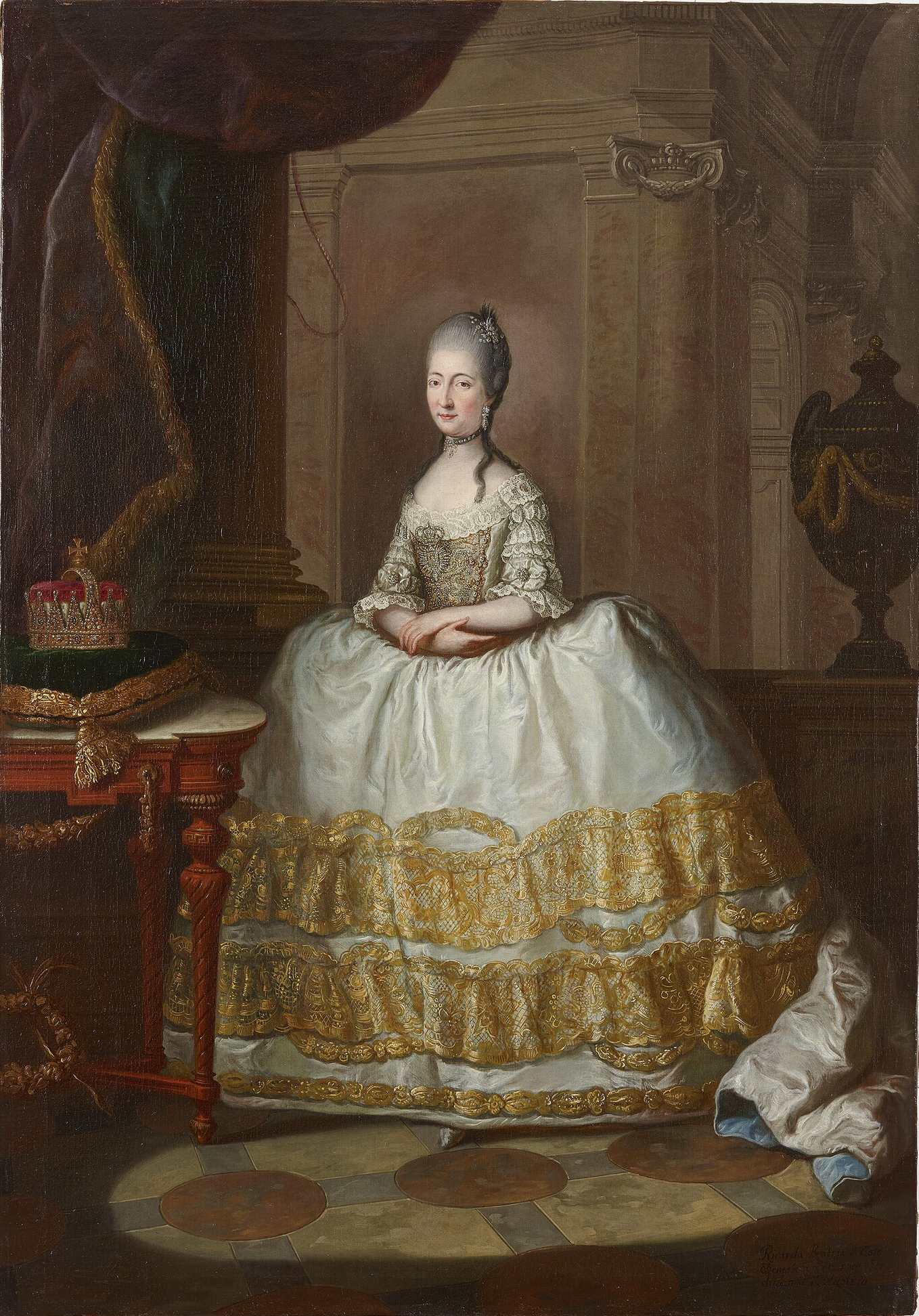
Maria Beatrice d'Este, 1772, Château de Versailles

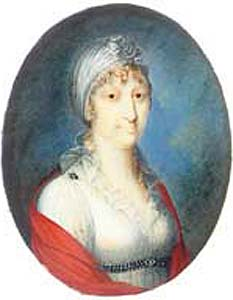
Maria Beatrice d’Este

Maria Beatrice Ricciarda d’Este (Modena, 7 april 1750 — Wenen, 14 november 1829) was hertogin van Massa en Carrara van 1790 tot 1797 en van 1816 tot haar dood en was erfgename van Modena en Reggio. Ze was een dochter van hertog Ercole III d'Este van Modena en Maria Teresa Cybo-Malaspina.
Als erfgename van vier hertogdommen was zij een aantrekkelijke huwelijkspartij. Keizerin Maria Theresia van Oostenrijk zag in haar dan ook een goede kandidaat voor haar vierde zoon Ferdinand Karel om zo de Oostenrijkse invloed in Italië te vergroten. Al op jonge leeftijd werd het paar verloofd en op 15 oktober 1771 werd het huwelijk te Milaan voltrokken. 
Door deze verbintenis en de kinderen die eruit voortkwamen, ontstond het Huis Oostenrijk-Este, een zijlinie van het Huis Habsburg, dat van 1814 tot 1859 over Modena regeerde. Na de dood van Maria Beatrice werden ook Massa en Carrara bij Modena gevoegd.
Maria Beatrice en Ferdinand Karel kregen de volgende kinderen:
- Jozef Frans (* en † 1772 )
- Maria Theresia (1773 – 1832); ∞ (1789) koning Victor Emanuel I van Sardinië (1759 – 1824)
- Josephine (13 mei 1775 – 20 augustus 1777)
- Maria Leopoldine (1776 – 1848); ∞ I (1795) keurvorst Karel Theodoor van Beieren (1724 – 1799); ∞ II (1804) graaf Lodewijk van Arco (1773 – 1854)
- Frans Jozef (1779 – 1846), als Frans IV hertog van Modena en Reggio; ∞ (1812) Maria Beatrix van Savoye (1792 – 1840)
- Ferdinand Karel (25 april 1781 – 5 november 1850)
- Maximiliaan Jozef (14 juli 1782 – 1 juni 1863)
- Maria Antonia (21 oktober 1784 – 8 april 1786)
- Karel Ambrosius (2 november 1785 – 2 september 1809), aartsbisschop van Esztergom, primaat van Hongarije
- Maria Louise (1787 – 1816); ∞ (1808) keizer Frans I van Oostenrijk (1768 – 1835)